# Фремринаумюр
Фремринаумюр (исл. Fremrinámur, исландское произношение: [ˈfrɛmrɪˌnauːmʏr̥]) — вулкан с вулканической системой, расположенной на базальтовом плато в Исландии. Он находится в точке пересечения Срединно-Атлантического хребта и Гренландско-Исландско-Фарерского порога. Он является одной из пяти вулканических систем, находящихся в осевой рифтовой зоне на северо-востоке Исландии.
Последнее извержение произошло в 800 г. н. э. (± 300 лет).